# Copa Asobal 1994
La V edición de la Copa Asobal se celebró entre el 14 y el 15 de enero de 1995, en el Pabellón de Las Traviesas de Vigo (Pontevedra), España.
En ella participarán el FC Barcelona, la Academia Octavio, el GD Teka Santander y el Elgorriaga Bidasoa.
El vencedor tiene como premio la participación en la Copa IHF de la próxima temporada.

## Eliminatorias
|  | Semifinales        | Semifinales        | Semifinales  |              |                   | Final             | Final | Final |  |
|  |                    |                    |              |              |                   |                   |       |       |  |
|  |                    |                    |              |              |                   |                   |       |       |  |
|  | GD Teka Santander  | GD Teka Santander  | 28           |              |                   |                   |       |       |  |
|  | GD Teka Santander  | GD Teka Santander  | 28           |              |                   |                   |       |       |  |
|  | Academia Octavio   | Academia Octavio   | 24           |              |                   |                   |       |       |  |
|  | Academia Octavio   | Academia Octavio   | 24           |              | GD Teka Santander | GD Teka Santander | 22    |       |  |
|  |                    |                    |              |              | GD Teka Santander | GD Teka Santander | 22    |       |  |
|  |                    |                    | FC Barcelona | FC Barcelona | 30                |                   |       |       |  |
|  | Elgorriaga Bidasoa | Elgorriaga Bidasoa | FC Barcelona | FC Barcelona | 30                | 28                |       |       |  |
|  | Elgorriaga Bidasoa | Elgorriaga Bidasoa |              |              |                   | 28                |       |       |  |
|  | FC Barcelona       | FC Barcelona       | 29           |              |                   |                   |       |       |  |
|  | FC Barcelona       | FC Barcelona       | 29           |              |                   |                   |       |       |  |
|  |                    |                    |              |              |                   |                   |       |       |  |

### Semifinales

#### GD Teka Santander[1]- Academia Octavio
| 14 de enero de 1995 | GD Teka Santander | 28:24 (12:10) | Academia Octavio | Pabellón de Las Traviesas, Vigo               |                                               |
|                     | Dujshebaev 7      |               | Mikulic 13       | Árbitro(s): Amigó (España) y Rodrigo (España) | Árbitro(s): Amigó (España) y Rodrigo (España) |

#### Elgorriaga Bidasoa - FC Barcelona[2]
| 14 de enero de 1995 | Elgorriaga Bidasoa | 28:29 (15:12) | FC Barcelona | Pabellón de Las Traviesas, Vigo                  |                                                  |
|                     | Perunici 10        |               | Masip 7      | Árbitro(s): Permuy (España) y Fernández (España) | Árbitro(s): Permuy (España) y Fernández (España) |

### Final[3]

#### GD Teka Santander - FC Barcelona
| 15 de enero de 1995 | GD Teka Santander | 22:30 (13:14) | FC Barcelona | Pabellón de Las Traviesas, Vigo               |                                               |
|                     | Jovanovic 7       |               | Masip 9      | Árbitro(s): Amigó (España) y Rodrigo (España) | Árbitro(s): Amigó (España) y Rodrigo (España) |

| Cataluña                        |
| Campeón FC Barcelona 1.º título |